# Link Layer Discovery Protocol
Giao thức LLDP (Link Layer Discovery Protocol) là một giao thức hỗ trợ tiêu chuẩn IEEE 802.1ab  dùng để thu thập thông tin của các thiết bị lân cận kết nối tới thiết bị để quảng bá những thông tin về chúng cho những thiết bị khác trên hệ thống. Giao thức này hoạt động ở layer 2 (Layer Data Link). Giao thức không thuộc hãng nào, hoạt động tương tự như CDP (Cisco Discovery Protocol) của Cisco.

## Mô tả
Thông tin thu thập được với LLDP được lưu trữ trong thiết bị như một cơ sở thông tin quản lý (MIB) và có thể được truy vấn với Giao thức quản lý mạng đơn giản (SNMP) như được quy định trong RFC 2922. Cấu trúc liên kết của mạng LLDP có thể được phát hiện bằng cách thu thập dữ liệu từ các thiết bị và truy vấn cơ sở thông tin quản lý này. Thông tin có thể được truy xuất bao gồm: Các thông số như loại, độ dài và những mô tả về các giá trị khác, còn được gọi là TVLs (Type, Length, Value Description) để gửi và nhận thông tin giữa các thiết bị lân cận. Những thông số chi tiết như: thông tin cấu hình, khả năng của thiết bị, và ID của thiết bị có thể được quảng bá bằng cách sử dụng giao thức này.

## LLDP-MED
LLDP-MED (Link Layer Discovery Protokoll - Media Endpoint Devices) là một giao thức mở rộng của LLDP và giao thức hoạt động giữa các thiết bị đầu cuối như IP Phones và các thiết bị mạng như switch. Giao thức này có khả năng hỗ trợ cho những ứng dụng Voice over IP (VoIP) và cung cấp thêm các TLVs cho những thuộc tính: Khám phá các tính năng của các thiết bị, các chính sách của hệ thống mạng, PoE (Power over Ethernet), bản tóm tắt sự quản lý và những thông tin cục bộ khác.